# Биктимиров, Даниль Нуруллович
Даниль Нуруллович Биктимиров (род. 27 июля 1981) — российский самбист и дзюдоист, бронзовый призёр чемпионата России по дзюдо, чемпион России среди студентов по дзюдо, чемпион мира среди железнодорожников по дзюдо, чемпион Европы среди ветеранов по дзюдо, мастер спорта России международного класса по дзюдо, мастер спорта России по самбо, тренер-преподаватель детско-юношеской спортивной школы Аргаяшский района Челябинской области.

## Спортивные результаты
- Мемориал Санжара Жандосова 2002 года, Алма-Ата — ;
- Чемпионат России по дзюдо 2005 года, Тверь — ;
- Чемпионат Европы среди ветеранов 2016 года — [1];